# Horeca
HORECA és un acrònim d'HOtels, REstaurants i CAfeteries, que s'utilitza per a referir-se al sector dels serveis de menjars. El terme té el seu origen als Països Baixos i el seu ús s'ha estès a altres països europeus.
Cal no confondre el terme horeca amb Càtering.
El terme horeca s'utilitza en l'àmbit del màrqueting per a referir-se al públic objectiu de certes accions comercials i/o de distribució de productes.
També, existeixen productes que en el seu propi etiquetatge ja indiquen la paraula horeca per tal de diferenciar-los dels productes que subministren les empreses en d'altres mercats. Normalment la quantitat de producte dels envasos destinats a aquest mercat és molt superior al que contenen els envasos destinats al mercat de consum (llars).
Hi ha estudis de mercat o panells que es creen especialment per fer el seguiment, estudi, evolució… d'aquest tipus d'establiments.
Aquest sector és un dels de més ràpid creixement a Europa. El 2004, hi havia més de 7,8 milions de persones ocupades i el sector va generar més de 338.000 milions de dòlars de facturació. Els llocs de treball solen ser temporals, amb hores irregulars, salaris baixos i poques perspectives de carrera. Hi ha una alta proporció de joves que treballen en el sector. Algunes empreses de distribució utilitzen aquest terme per definir el canal comercial de serveis d'alimentació i begudes o el canal de comerç d'hostaleria.